# معركة إستابولات
معركة إستابولات (بالإنجليزية: Battle of Istabulat) هي احدي معارك حملة سامراء خلال الحرب العالمية الأولى والتي حدثت عندما حاولت الإمبراطورية البريطانية تعزيز موقعها الاستراتيجي بعد الاستيلاء على بغداد من الإمبراطورية العثمانية، ووقعت المعركة في 21 أبريل 1917 وانتهت بانتصار القوات البريطانية.

## الخلفية
بعد الاستيلاء على بغداد، اعتقد الجنرال البريطاني فريدريك ستانلي مود أن الموقف البريطاني معرض للتهديد من قبل القوات العثمانية بقيادة خليل باشا، والذي كان يمتلك 10 آلاف جندي إلى الشمال من بغداد، وقوة عثمانية اخري بقيادة (علي إيشان بك) والتي تتألف من نحو 15000جندي قادمون من بلاد فارس، ومن أجل حماية المكاسب البريطانية في المنطقة، خاصة بغداد، أمر الجنرال مود بهجوم سامراء. وذلك للمحافظة على السيطرة البريطانية على بغداد، حدد القائد البريطاني أربعة أهداف يجب تحقيقها خلال الحملة وهي أن يتم طرد الجيش السادس العثماني نحو الشمال، ويجب أن يتم طرد الفيلق الثامن الذي يسعي للانضمام إلى الجيش السادس، ويجب السيطرة على خطوط السكك الحديدية في سامراء، لمنع تزود العثمانيون بالقوات والذخائر، كما تحتم علي البريطانيين تأمين السدود حول بغداد حتى لا يتمكن العثمانيون من تدميرها وإغراق المنطقة.

## المعركة
بدأ الهجوم على القوات العثمانية في إستابولات صباح يوم 21 أبريل مع تقدم الفرقة البنجابية رقم 92 حيث تقدموا بنجاح وتمكنوا من التمركز أمام الموقع الرئيسي، وعلى بعد نصف ميل من الخنادق العثمانية. وفي الساعة 6.30 صباحًا، وصلت المزيد من القوات البريطانية إلى سفح سلسلة التلال المرتفعة، حيث كان العثمانيون ينتظرون الهجوم، بدأ البريطانيون في تحقيق بعض من أهداف المعركة، وذلك بالمناطق التي لم يكن بها مقاومة كبيرة من العثمانيون كما في أماكن أخرى، ولكن في معقل الدجيل، كانت مقاومة العثمانيون أكثر فاعلية، ولكن تم السيطرة هذه النقطة القوية في الساعة 6.45 صباحًا وسرعان ما أعاد العثمانيون تنظيم قواتهم وبدأوا الهجوم المضادة ومن خلال هذا الهجوم سيطر العثمانيون علي الجزء الأكبر من الموقف ولكن مع إبعاد العثمانيون من موقع هايلاندرز في الساعة 7.15 صباحًا عادت الأمور مرة اخري إلى أيدي البريطانيين، أمر العثمانيون بعدة هجمات مضادة على ضفاف الدجيل، والذى لم يكن البريطانيون قد حصلوا على الضفة الشمالية منه إلا بعد ساعتين من القتال المباشر، تقدمت قوة من فرقة البنجابية الثامنة والعشرين وذلك بالتزامن مع اللواء الحادي والعشرين (باريلي). كان الهدف من هجوم اللواء الحادي والعشرين علي يمين القوات العثمانية هو منح العثمانيين فرصة للانسحاب إلى اليسار لصرف انتباههم قدر الإمكان عن القوات التي اضطرت للتقدم على أرض مفتوحة. لكن الموقف العثماني ظل صامدًا طوال اليوم، ولم ينسحب العثمانيون من مواقعهم إلا في وقت مبكر من صباح اليوم الثاني والعشرين.

## بعد المعركة
أُجبرت القوات العثمانية على تسليم ساحة سامراء الحديدية للقوات البريطانية، مما أنهى فرصتها في استعادة موقع استراتيجي مهيمن في المنطقة، في هذه المعركة، عانى كل جانب من حوالي 2000 قتيل. قدرت الخسائر البريطانية في حملة سامراء ككل بحوالي 18000 رجل الي جانب نحو 37000 رجل آخرين بسبب المرض. فقدت الإمبراطورية العثمانية حوالي 15000 رجل في الحملة، مما أدى إلى تدمير الجيش السادس العثماني تم منح وسام صليب فيكتوريا لجون ريجنالد جراهام وتشارلز ملفين عن تصرفاتهما في إستابولات.